# Aurige
Pour la constellation, voir Cocher (constellation).

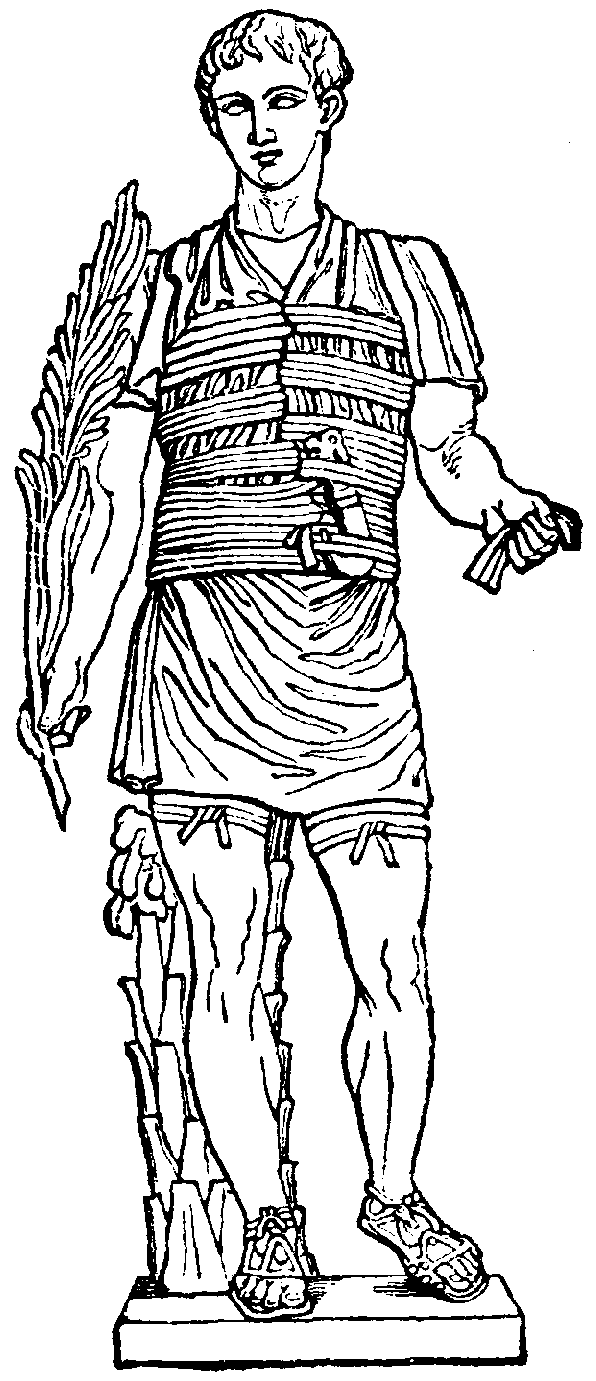
Aurige avec la palme du vainqueur dans la main.

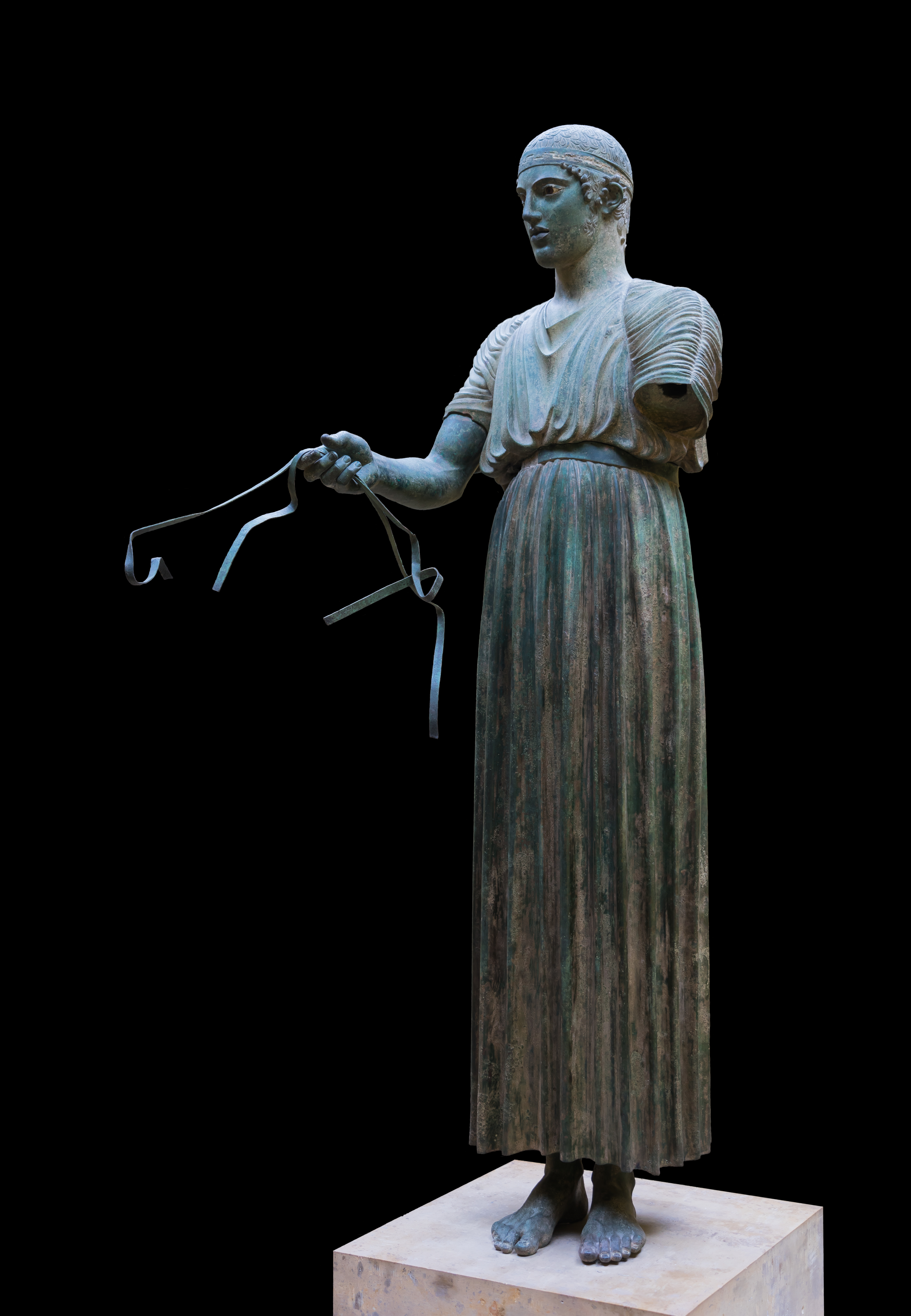
L'aurige de Delphes. Octobre 2021.

Un aurige est un conducteur de char de course, un quadrige, ou de char de guerre, dans le contexte gréco-romain. Le cocher le plus expérimenté qui peut conduire le quadrige porte le titre d’agitator.

## Description
L'aurige est généralement représenté revêtu d'une tunique courte, la tête protégée parfois par un casque de cuir, un fouet à petit manche dans la main droite et les guides autour de la taille et attachés derrière le dos (technique étrusque reprise par les Romains) pour éviter de les perdre, d'où le port d'un corset protecteur fait de lanières de cuir protégeant le buste contre les frottements des rênes.

## Célébrité
Le plus célèbre de tous est l'aurige de Delphes, une statue de bronze découverte sur le sanctuaire de Delphes à la fin du XIXe siècle, conservée au musée archéologique de Delphes. Il s'agit d'une commande honorifique pour un conducteur de char vainqueur aux jeux Pythiques de 478 av. J.-C. L’Aurige a les yeux incrustés d'émail et de pierres colorées.
Dioclès (104-146) est l'un des plus fameux auriges de l'Antiquité. Au terme de sa brillante carrière qui dura 24 années (4 257 courses pour 1 462 victoires), il reçoit le titre de meilleur aurige de l’histoire. Ses gains financiers étaient tels qu'il était plus riche que l'empereur lui-même et, à taux de change comparé, il est aussi le sportif le plus riche de l'histoire. On raconte même qu'il a donné une partie de son argent à l'empereur quand l'empire manqua d'argent.
D'autres auriges célèbres romains sont Flavius Scorpus ou Porphyrius l'Aurige. La plupart d'entre eux sont des esclaves, qui peuvent être affranchis en cas de victoires répétées. Ils sont certainement les esclaves les mieux payés du monde servile antique, exigeant « même parfois de leurs écuries des salaires exorbitants ».
La mythologie gréco-romaine montre des auriges dans un contexte guerrier. Mémorable est celui du noble Rémus dans le chant IX de l’Énéide : ce conducteur de chars est décapité par Nisus pendant qu'il dort sous ses chevaux.

## Galerie

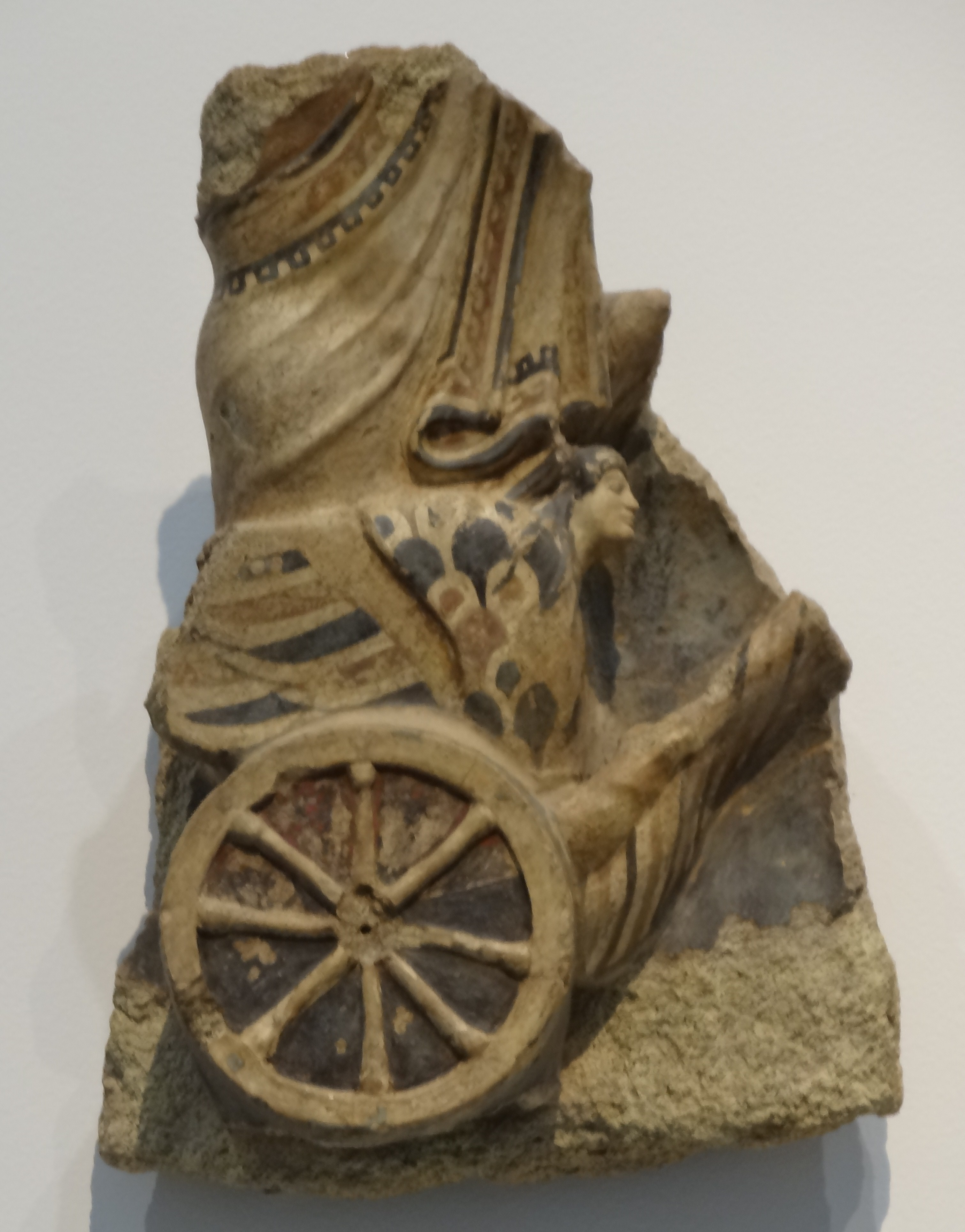
Antéfixe : aurige
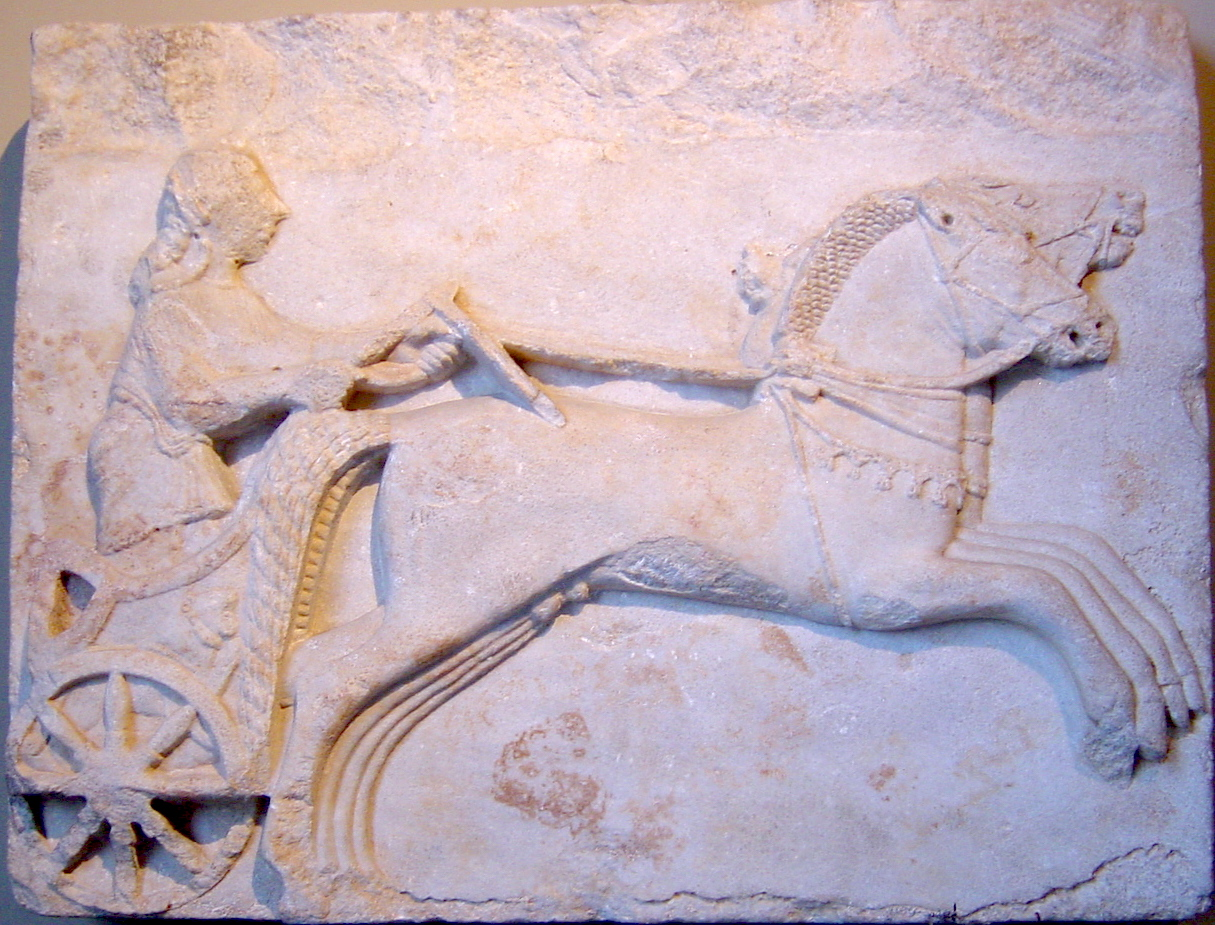
Bas-relief d'un aurige grec